# Josef Škvorecký
Josef Škvorecký ou Josef Skvorecky na grafia portuguesa, CM (Náchod, 27 de setembro de 1924 – Toronto, 3 de janeiro de 2012) foi um escritor e editor nascido na República Checa e com cidadania canadense. Parte da sua vida foi passada no Canadá. Ele e a esposa apoiaram escritores dissidentes da República Checa, antes da queda do comunismo naquele país.

## Biografia
Nascido filho de um bancário em Náchod, Tchecoslováquia. Durante dois anos durante a Segunda Guerra Mundial ele foi um trabalhador escravo em uma fábrica de aviões Messerschmitt em Náchod.
Após a guerra, ele começou a estudar na Faculdade de Medicina da Universidade Carolina de Praga, mas depois de seu primeiro semestre mudou-se para a Faculdade de Letras, onde estudou Filosofia e se formou em 1949. Em 1951, obteve o doutorado em filosofia e lecionou por dois anos na Escola Social para Meninas em Hořice. Entre 1952 e 1954 prestou serviço militar no Exército Tchecoslovaco.
Ele trabalhou brevemente como professor, editor e tradutor na década de 1950. Neste período, ele completou vários romances, incluindo seu primeiro romance "The Cowards" (escrito 1948–49, publicado 1958). Eles foram condenados e banidos pela República Socialista da Tchecoslováquia após sua publicação. Seu estilo de prosa, aberto e improvisado, era uma inovação, mas isso e seus ideais democráticos eram um desafio ao regime comunista. Como resultado, ele perdeu seu emprego como editor da revista Světová literatura ("Literatura Mundial"). Škvorecký continuou escrevendo e ajudou a alimentar o movimento democrático que culminou na Primavera de Praga em 1968.

## Obras (parcial)
- Konec nylonového věku (End of the Nylon Age), 1956 (banido por censores)
- Zbabělci (The Cowards), 1958
- Lvíče (Miss Silver's Past), 1969
- Tankový prapor (The Republic of Whores), 1969
- Mirákl (The Miracle Game), 1972
- Prima sezóna (The Swell Season), 1975
- Konec poručíka Borůvky (The End of Lieutenant Boruvka), 1975
- Příběh inženýra lidských duší (The Engineer of Human Souls), 1977
- Návrat poručíka Borůvky (The Return of Lieutenant Boruvka), 1980
- Scherzo capriccioso (Dvorak in Love), 1984
- Nevěsta z Texasu (The Bride from Texas), 1992
- Dvě vraždy v mém dvojím životě (Two Murders in My Double Life), 1999
- Nevysvětlitelný příběh aneb Vyprávění Questa Firma Sicula (An Inexplicable Story, or, The Narrative of Questus Firmus Siculus), 1998
- Krátké setkání, s vraždou (Brief Encounter, with Murder), 1999, co-autoria Zdena Salivarová
- Setkání po letech, s vraždou (Encounter After Many Years, with Murder), 2001, co-autoria Zdena Salivarová
- Setkání na konci éry, s vraždou (Encounter at the End of an Era, with Murder), 2001,co-autoria Zdena Salivarová
- Obyčejné źivoty (Ordinary Lives), 2004

### Novelas
- Legenda Emöke (The Legend of Emöke), 1963
- Bassaxofon (The Bass Saxophone), 1967